# Ыджид-Сотчемъёль
Ыджид-Сотчемъёль — река в России, протекает по территории Троицко-Печорского района Республики Коми. Устье реки находится в 214 км по левому берегу реки Илыч. Длина реки — 19 км.
Река берёт начало на Северном Урале, стекает с южных склонов горы Сотчемъёльиз (1040 м НУМ). Течение носит горный характер, генеральное направление — юго-запад. Всё течение проходит в ненаселённой холмистой тайге на территории Печоро-Илычского заповедника. Ширина реки в верхнем течении около 5 метров, в нижнем течении около 20 метров. Скорость течения в среднем и нижнем течении 0,6 м/с.

## Данные водного реестра
По данным государственного водного реестра России относится к Двинско-Печорскому бассейновому округу, водохозяйственный участок реки — Печора от истока до водомерного поста у посёлка Шердино, речной подбассейн реки — Бассейны притоков Печоры до впадения Усы. Речной бассейн реки — Печора.